# Transporter 2
Transporter 2 (Brasil: Carga Explosiva 2 / Portugal: Correio de Risco 2) é um filme francês de 2005, do género ação, dirigido por Louis Leterrier.

## Sinopse
Frank Martin é motorista da família Billings em Miami, Estados Unidos. O filho do casal, Jack, é sequestrado e Frank participa involuntariamente. Procurado pela polícia, procura desvendar o que ocorreu. O que seria um sequestro em troca de milhões em dinheiro, ele descobre que inocularam um vírus em Jack, que foi resgatado. Desenvolvido por cientistas russos, quando injetado em alguém, quem respira próximo a ele morre. O alvo é direcionado ao pai de Jack, Jefferson Billings, autoridade anti-entorpecente dos Estados Unidos, que por sua vez contaminaria a todos os presentes em uma conferência mundial anti-drogas. Este plano foi executado por Gianni Chellini, um criminoso contratado pelos cartéis de drogas da Colômbia. Com a ajuda do inspetor Tarconi, de férias em Miami, Frank persegue Gianni, que possui o antídoto para o vírus.

## Elenco
- Jason Statham ..... Frank Martin
- Alessandro Gassman ..... Gianni Chellini
- Amber Valletta ..... Audrey Billings
- François Berléand ..... Inspector Tarconi
- Kate Nauta ..... Lola
- Matthew Modine ..... Jefferson Billings
- Jason Flemyng ..... Dimitri
- Keith David ..... Delegado Stappleton
- Hunter Clary ..... Jack Billings
- Shannon Briggs ..... Max
- Marty Wright ..... Commander

## Produção
Gravado e ambientado em Miami. O diretor do primeiro filme Corey Yuen foi o coreógrafo das lutas. O carro utilizado por Frank Martin no início do filme é um Audi A8 e na parte final um Lamborghini Murciélago. O filme foi dedicado a memória de Michael Stone, diretor de fotografia do filme.